# Puliciphora secosexergum
Puliciphora secosexergum är en tvåvingeart som beskrevs av Ronald Henry Lambert Disney 2008. Puliciphora secosexergum ingår i släktet Puliciphora och familjen puckelflugor. Inga underarter finns listade i Catalogue of Life.